# Vulimiri Ramalingaswami
Vulimiri Ramalingaswami, född 8 augusti 1921, död 28 maj 2001, var en indisk medicinsk forskare. 
Ramalingaswami tillhörde en ortodox brahminfamilj i södra Indien. Hans far var en lägre tjänsteman inom den statliga administrationen. Han fick sin medicinska utbildning från Andhra Medical College och gick sedan på ett stipendium till Oxfords universitet. Hans banbrytande forskning inom kost (nutrition) fick honom invald i National Academy of Sciences, ryska akademin för medicinska vetenskaper och Royal Society of London. Han var också chef för All India Institute of Medical Sciences (AIIMS) och senare generaldirektör för indiska rådet för medicinsk forskning (Indian Council of Medical Research) och ordförande i Indian National Science Academy. Han betraktades  som en lärare med internationellt anseende inom området undernäring. Indiska rådet för medicinsk forsknings byggnad är namngiven efter honom: Ramalingaswami Bhavan.

## Medlemskap
- Indian Academy of Sciences.
- Indian National Science Academy.
- National Academy of Medical Sciences.
- National Academy of Sciences, USA.
- Royal College of Pathologists (London), UK.
- Royal College of Physicians, UK.
- Ryska akademien för medicinska vetenskaper